# Maxi Gómez
Maximiliano "Maxi" Gómez González (født 14. august 1996 i Paysandú, Uruguay), er en uruguayansk fodboldspiller (angriber), der spiller for den spanske La Liga-klub Valencia .

## Klubkarriere
Som ungdomsspiller var Gómez blandt andet tilknyttet Defensor Sporting i hjemlandet, og denne klub blev også hans første klub som senior. Han spillede for klubben tre år i Primera División Uruguaya, og scorede blandt andet 14 mål i 2016-sæsonen.
I sommeren 2017 blev Gómez solgt til spanske Celta Vigo. Han debuterede for klubben 19. august samme år med to mål i et 2-3-nederlag til Real Sociedad.

## Landshold
Gómez debuterede for Uruguays landshold 10. november 2017 i en venskabskamp mod Polen. Han blev udtaget til VM 2018 i Rusland.